# Nanocnide japonica
Nanocnide japonica là loài thực vật có hoa trong họ Tầm ma. Loài này được Carl Ludwig Blume mô tả khoa học đầu tiên năm 1856.